# RS 1 Colin Archer
Pour les articles homonymes, voir RS1.
Le RS 1 Colin Archer est un canot de sauvetage de la Norsk Selskab til Skibbrudnes Redning (RS) qui a été conçu et construit par l'architecte naval norvégien Colin Archer en 1893, comme le 1er de la série de 36 des canots de sauvetage uniquement avec des voiles comme moyen de propulsion.

## Historique
Lors d'une tempête au large semblable à un ouragan qui a frappé le comté de Telemark et le comté d'Agder le 12 février 1892, plusieurs bateaux-pilotes de conception Colin Archer, avec des quilles de fer, ont sauvé de  nombreux pêcheurs en détresse en mer. Il a alors été pensé que les pilotes formeraient désormais le service de sauvetage.
Au cours de l'opération de sauvetage à Hamningberg le 20 mai 1894, où "Colin Archer" a sauvé 37 pêcheurs d'un violent ouragan, les excellentes propriétés de navigation du navire par mauvais temps ont été pleinement prouvées. Après cela, la société de sauvetage a été déterminée à fabriquer les embarcations de sauvetage suivantes conformément à la construction d'Archer.
Jusqu'en 1933 , le «Colin Archer» était en service comme canot de sauvetage et a sauvé 236 personnes de «la mort certaine», 67 navires du naufrage total et a fourni une assistance à un total de 1522 navires . Après quoi il a été vendu.

## Préservation

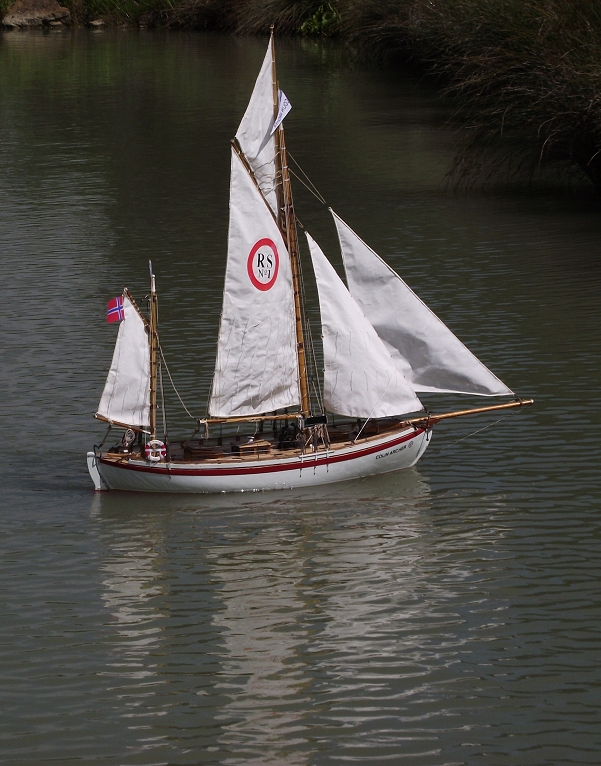
RS 1 Colin Archer en 2010

Il a été retrouvé aux États-Unis en 1961 en mauvais état et racheté en Norvège et utilisé pendant quelques années par le scoutisme marin norvégien. En 1972, il a été acheté par le Musée norvégien de la marine à Oslo et figure sur la liste des navires dignes de protection du Conseil national du patrimoine . Il a été géré depuis 1973 par l'association Seilskøyteklubben Colin Archer comme un navire musée de la voile.
La coque a été rénovée en 1977 et l'intérieur en 1993.
En mars 2013, un incendie s'est déclaré dans le canot à cause d'un défaut électrique. Le feu a été éteint et le bateau a été remorqué à Fredrikstad pour réparation. À l'été 2014, Colin Archer a repris ses activités et a remporté cet été le premier prix au classement général de la  Tall Ships' Races de Fredrikstad .